# Alianza Nacional del 18 de julio
Alianza Nacional del 18 de Julio va ser una coalició electoral espanyola de caràcter postfranquista o neofranquista que es va presentar a les primeres eleccions generals de caràcter democràtic celebrades el 15 de juny de 1977, després de l'aprovació de la Llei de Reforma Política impulsada pel Govern d'Adolfo Suárez i aprovada majoritàriament per les corts franquistes un any abans.

## Història
El nom fa referència al 18 de juliol de 1936, data del cop d'estat que va desencadenar la Guerra Civil Espanyola i que amb el nom de Alzamiento Nacional va ser posteriorment considerada com el moment fundacional del règim franquista. Pretenia donar una continuïtat política a l'espai buit deixat per l'extint "Movimiento Nacional" i per projectar els Ideals del 18 de juliol en les Corts Constituents que redactarien una nova Constitució democràtica per a Espanya.
Aquesta coalició, presentada oficialment el 3 de maig de 1977, estaba formada per Fuerza Nueva de Blas Piñar, Círculos José Antonio dirigits per Diego Márquez Horrillo i l'Agrupación de Juventudes Tradicionalistas. D'antuvi la Confederación Nacional de Excombatientes de José Antonio Girón de Velasco anava a formar part de la coalició, però finalment van decidir no unir-se i solament van oferir un suport limitat. La Comunión Tradicionalista tampoc va arribar a integrar-se, encara que va autoritzar a les seves organitzacions regionals i provincials a formar part de les candidatures de l' "Alianza". La coalició només va aconseguir aconseguir acords per presentar candidatures en 16 províncies.
Malgrat la pretensió de congregar a tots partits d'extrema dreta, l' "Alianza Nacional" ni va aconseguir integrar en el seu si a la totalitat de forces polítiques de signe similar —com la Comunión Tradicionalista o Falange Española de las JONS, que quedaren fora— ni va aconseguir obtenir representació parlamentària; els escassos 86.390 vots que van aconseguir a tot Espanya no els van valer per obtenir ni un sol diputat.
Dos anys després, en 1979, la coalició electoral denominada "Unión Nacional" va aconseguir un èxit electoral en integrar a Falange Española de les JONS i Comunión Tradicionalista i aconseguir un diputat, Blas Piñar.